# Surfaröra
Surfaröra, eller Hörselgångsexostos, är en godartad bentillväxt i hörselgången. 
Tillväxten, exostosen, bildar en liten bula i örat som gör öppningen till hörselgången mindre. Symptomen visar sig bland annat som smärta och nedsatt hörsel. Tillståndet leder också till att öronvax och dylikt lättare samlas i örat, vilket i sin tur leder till öroninflammation. Bortsett från lindra symptomen så är den den enda behandlingen som finns att operera bort tillväxterna.
Detta sker främst hos personer som frekvent blir utsatta för kallt vatten och vind, därav namnet surfaröra, och majoriteten av surfare har någon grad av exostos även om de flesta är symptomfria.  Generellt är ett öra värre än det andra på grund av den vindriktningen som finns i området eller på vilken sida av huvudet som vågen brukar träffa surfaren. Men det drabbar även personer som inte varit i kontakt med vind och vatten.  
En studie från 2015 visade att 31% till 80% av surfare är drabbade av tillståndet. Siffrorna varierar beroende på den havstemperaturen som finns i de olika geografiska områdena, det är mer vanligt i ett område med ett kallt klimat än i ett med ett varmt klimat.
Surfaröra är ett tillstånd som blivit vanligare och svårighetsgraden har ökat hos de drabbade. Detta förklaras med att våtdräkter blivit mycket vanligare och våtdräkter gör det möjligt att surfa i mycket kallare vatten än tidigare.  I regel går det att motverka tillståndet genom att hålla hörselgångarna så varma och torra som möjligt med hjälp av öronproppar och våtdräktshuvor.
I arkeologiska utgrävningar på Gran Canaria har forskare upptäckt en relativt hög förekomst av surfaröra i de kranium de fann i begravningsplatser vid kusten.